# 她其實沒那麼壞
是2017年一部美國電影，由馬克·培林頓執導。2016年3月11日杀青。亞曼達·塞佛瑞、莎莉·麥克琳主演，描述廣告界女強人碰到訃文寫手的一段忘年之交。

## 劇情
哈莉葉是一位退休的女強人，身為控制狂的她嚴格控管生活裡所有瑣事，就連自己的訃聞都不放過親自監督的權力。年輕的訃聞小編安臨危受命接下這個艱難的任務，在調查哈莉葉招致非議的過去時，安漸漸發現這個表面上難搞討厭的老女人，其實有不為人知的一面，兩人逐漸建立起忘年友誼，並在彼此身上找到自己遺忘已久的熱情，也為哈莉葉人生最後的旅程寫下了全新的一頁。

## 角色
- 亞曼達·塞佛瑞飾 安
- 莎莉·麥克琳飾 哈莉葉

## 資料來源

### 腳註
1. ↑  . SSN Insider. 2016-02-05  [2016-07-25]. （原始内容存档于2016-02-21）.
2. ↑  . SSN Insider. 2016-03-11  [2016-07-25]. （原始内容存档于2017-03-12）.
3. ↑  McNary, Dave. . Variety. 2016-02-09  [2016-07-25]. （原始内容存档于2021-04-21）.

## 外部連結
- 互联网电影数据库（IMDb）上《The Last Word》的资料（英文）
- Box Office Mojo上《她其實沒那麼壞》的資料（英文）
- 爛番茄上《她其實沒那麼壞》的資料（英文）
- Metacritic上《她其實沒那麼壞》的資料（英文）